# Момче, което духа върху горящ въглен
„Момче, което духа върху горящ въглен“ (на италиански: Ragazzo che soffia su un tizzone acceso) или "El Soplón" (Духащият) е картина от 1571 - 1572 г. на гръцкия художник Ел Греко, живял в Италия и Испания. Картината (60,5 × 50,5 см) е изложена в Зала 11 на Национален музей „Каподимонте“, Неапол (Италия). Използваната техника е маслени бои върху платно.

## История
Картината е рисувана по време на престоя на Ел Греко в Рим. Нейният произход не е известен със сигурност, но се предполага, че е поръчана от херцог от фамилията Фарнезе. Като част от Колекция „Фарнезе“, наследена през 1734 г. от Карлос III де Бурбон, картината пристига в Неапол.

## Описание
По време на своята художествена кариера Ел Греко повтаря тази тема няколко пъти в различни картини. В произведението си художникът е вдъхновен от пасаж от „Естествена история“ на Плиний Стари, където са описани различни художници и скулптури, представили в творбите си момчетата в акта на запалване на огън.
Традиционно тази сцена се счита за повлияна от изкуството на Якопо Басано, макар че последните изследвания показват, че темата в произведението е опит да се възпроизведе картина от Класическата античност, която е изгубена.
На картината, рисувана вероятно по време на престоя на Ел Греко и други интелектуалци в двореца Фарнезе в Рим, художникът изобразява момче, което се опитва да запали свещ, като раздухва въглен. Момчето–главен герой на сцената подчертава огромните качества на първите портрети на художника, както и съвременната ѝ картина Портрет на Джулио Кловио (Музей Каподимонте, Неапол), също създадена през римския му период.